# Filippinsporrgök
Filippinsporrgök (Centropus viridis) är en fågel i familjen gökar inom ordningen gökfåglar.

## Utseende och läte
Filippinsporrgöken är en stor och långstjärtad fågel med hsvart fjäderdräkt förutom roströda vingar. En helsv�art form förekommer på ön Mindoro och en ovanlig vit form på Luzon. Arten liknar den akut hotade mindorosporrgöken men har svart istället för brun buk. Den är vidare mycket större än mindre sporrgök. Bland lätena hörs en något fallande serie med "wok!" och korta, explosiva "jek-wok-wok!".

## Utbredning och systematik
Filippinsporrgök delas in i fyra underarter:
- Centropus viridis major – förekommer på Babuyanesöarna (norra Filippinerna)
- Centropus viridis viridis – förekommer utbrett på de filippinska öarna
- Centropus viridis mindorensis – förekommer i norra och centrala Filippinerna (Mindoro och Semirara)
- Centropus viridis carpenteri – förekommer i Batanasöarna norr om Luzon (norra Batan, Sabtang och Ibuhos)

## Levnadssätt
Filippinsporrgöken hittas i öppna eller delvis avverkade skogar i låglänta områden och lägre bergstrakter. Den födosöker nära eller på marken, på jakt efter insekter och annan animalisk föda.

## Status
Arten har ett stort utbredningsområde och beståndet anses stabilt. Internationella naturvårdsunionen IUCN listar den därför som livskraftig (LC).